# Germain Mendome
Germain Mendome   (Gabon, 21 d'agost de 1970 - Port-Gentil, 1 de juny de 2013) fou un futbolista del Gabon de la dècada de 1990.
Fou internacional amb la selecció de futbol del Gabon. Pel que fa a clubs, destacà a AS Sogara i Mbilinga FC.